# المعهد التقني (الموصل)
المعهد التقني في الموصل هو أحد تشكيلات الجامعة التقنية الشمالية في العراق؛ تأسس المعهد عام 1976 ويقع في شارع المنصة في الجانب الايسر للموصل، وهو أول معهد تقني في المنطقة الشمالية. يضم المعهد أربعة اقسام إدارية وستة أقسام طبية وثمانية أقسام تكنولوجية وثلاثة أقسام زراعية، ويسعى لإضافة اقسام أخرى حسب حاجة المحافظة. يستقبل المعهد الطلبة خريجي الفرعين العلمي والأدبي والأوائل من طلبة الإعداديات المهنية والصناعية.

## الشهادة الممنوحة ومدة الدراسة
مدة الدراسة في المعهد سنتان دراسيتان ويُمنح المتخرج من المعهد شهادة الدبلوم التقني في حقل الاختصاص الذي يدرس فيه الطالب.

## الأقسام العلمية للمعهد

### الأقسام الإدارية
- قسم تقنيات إدارة المكتب
- قسم تقنيات انضمة الحاسوب
- قسم تقنيات إدارة المواد
- قسم تقنيات المعلومات والمكتبات

### الأقسام الطبية
- قسم تقنيات الصيدلة
- قسم التحليلات المرضية
- قسم تقنيات الأشعة
- قسم تقنيات التخدير
- قسم تقنيات صحة مجتمع
- قسم تقنيات التمريض

### الأقسام التكنولوجية
- قسم تقنيات الميكانيكية
- قسم تقنيات الكهربائية
- قسم تقنيات الصناعة الكيميائية
- قسم تقنيات المساحة
- قسم تقنيات القدرة
- قسم تقنيات الموارد المائية